# Catedral de Winchester
La catedral de Winchester, a Winchester, Hampshire, és una de les catedrals més grans d'Anglaterra, amb la nau més llarga i amb una llargada global més gran que qualsevol altra catedral gòtica a Europa. Està dedicada a la Sagrada Trinitat, a Sant Pere, a Sant Pau i a Sant Swithun i és la seu del bisbat de Winchester.

## Història

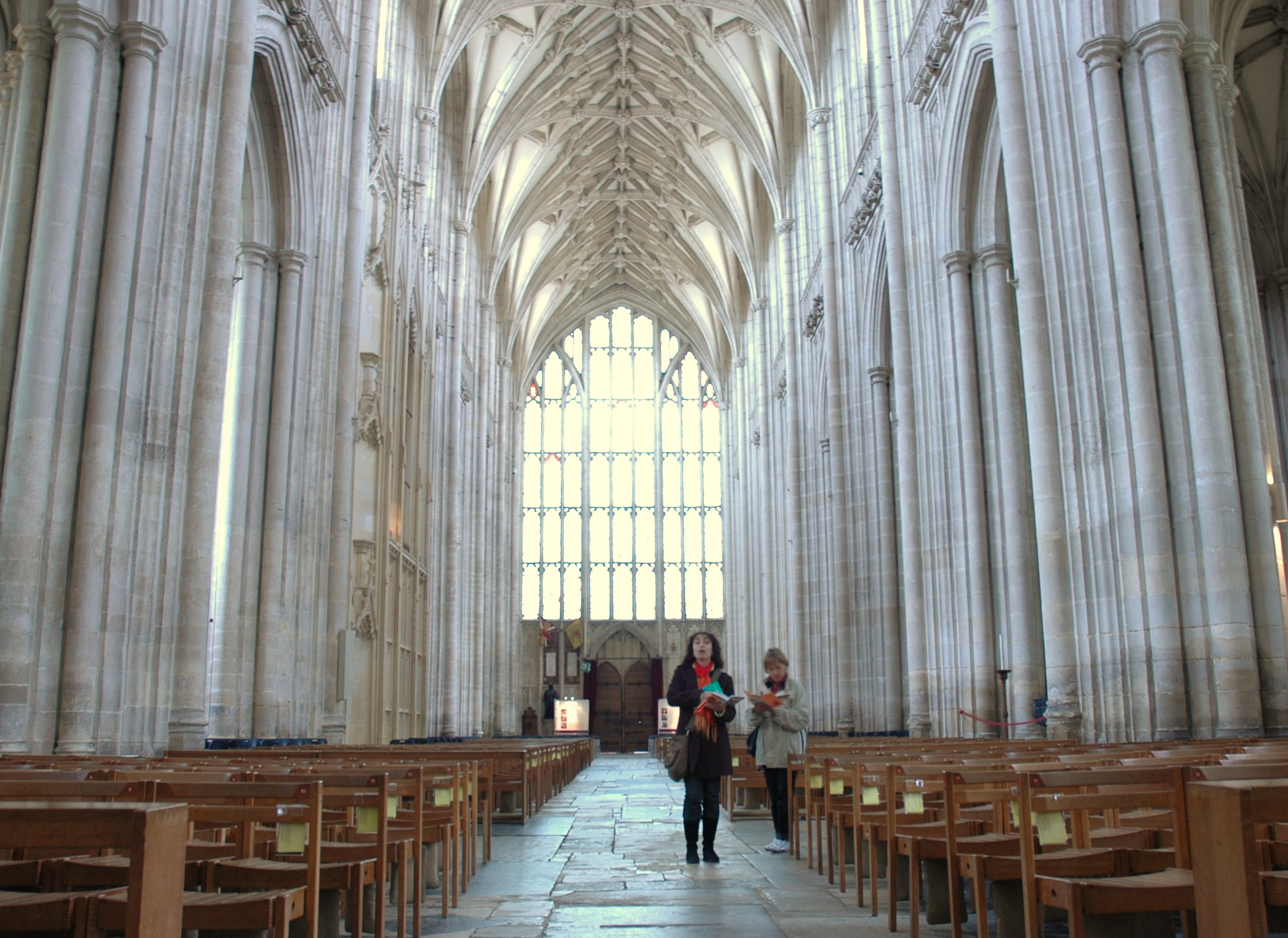
La nau central
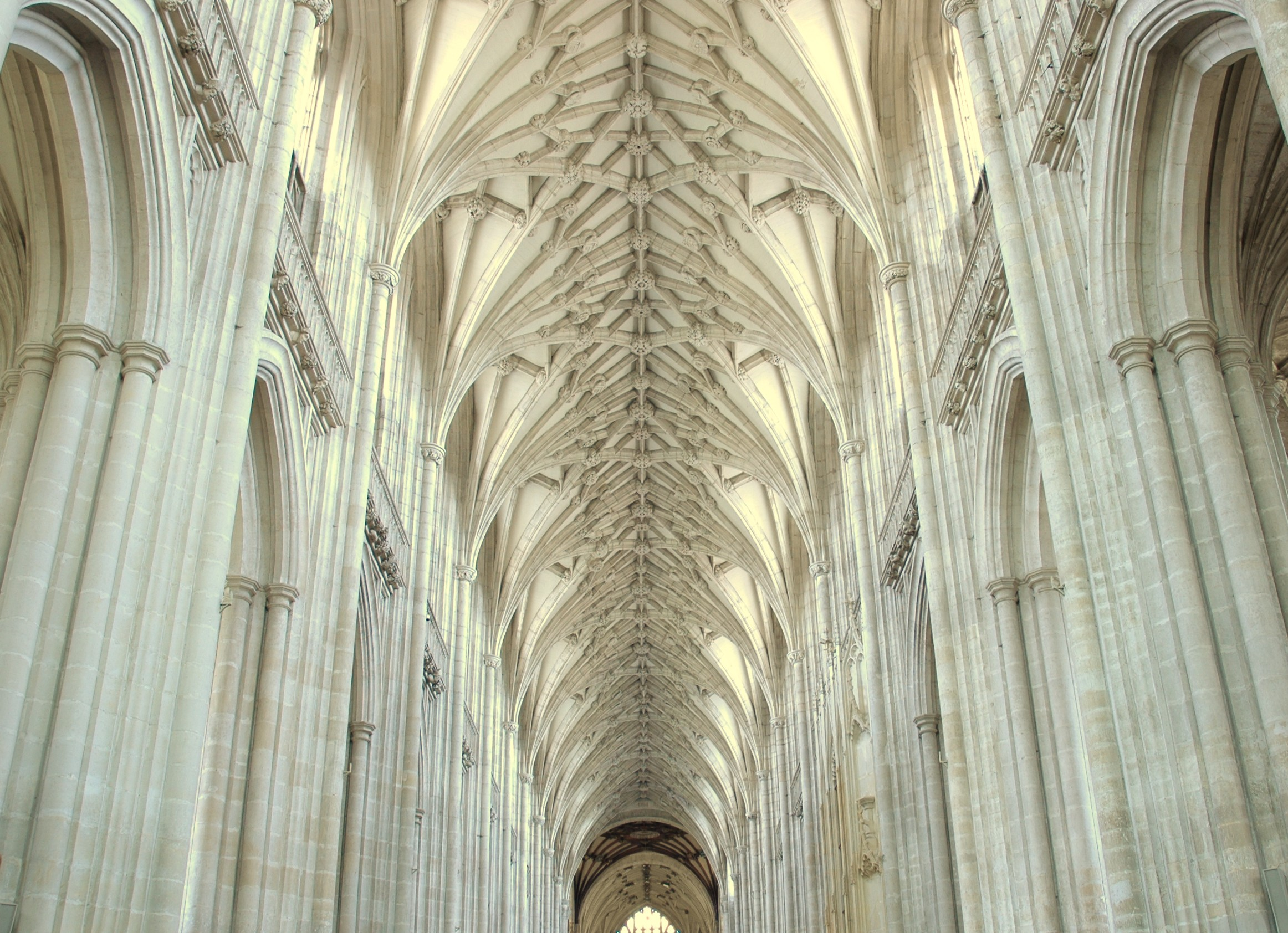
La nau central
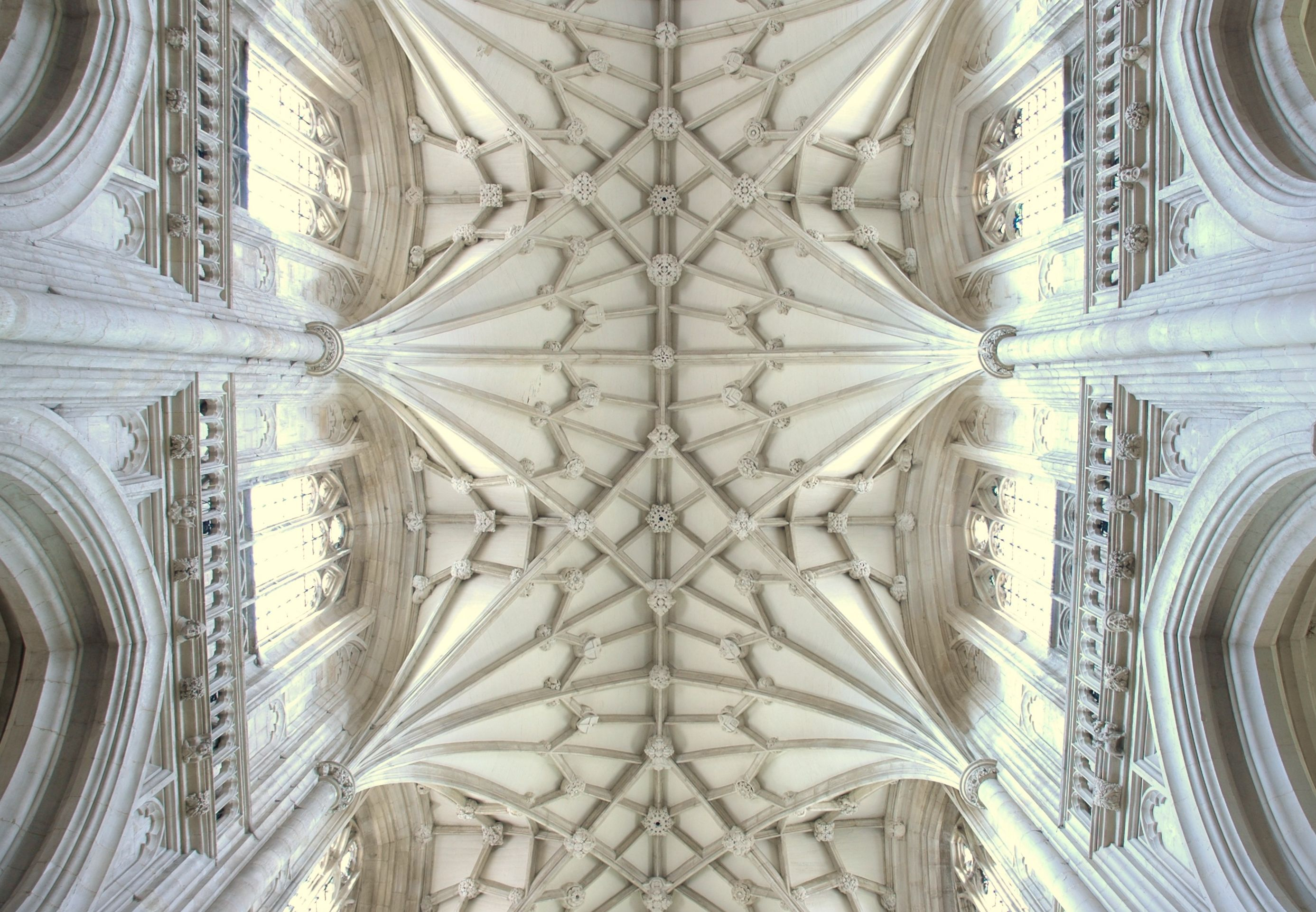
La volta
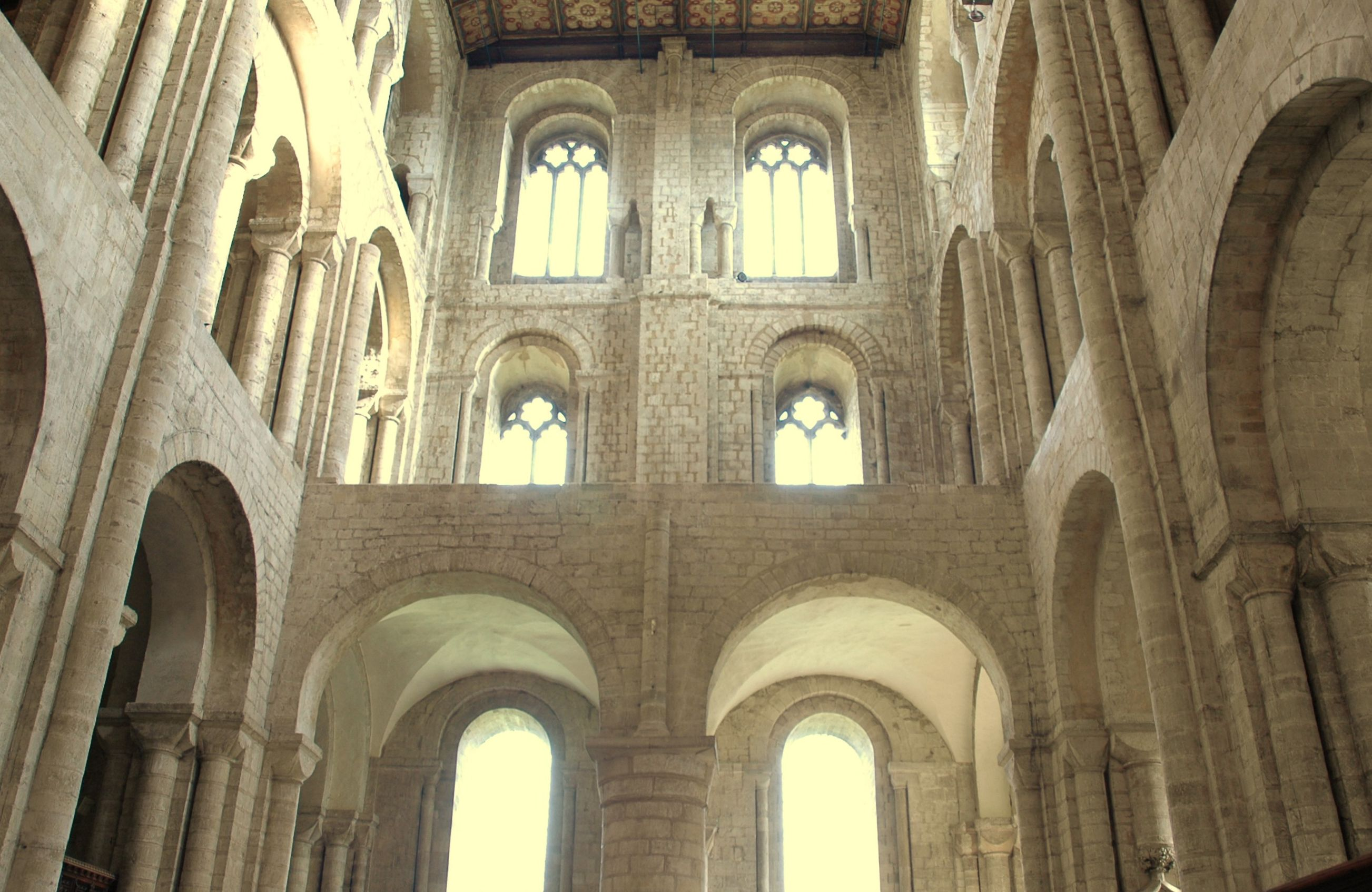
El transsepte
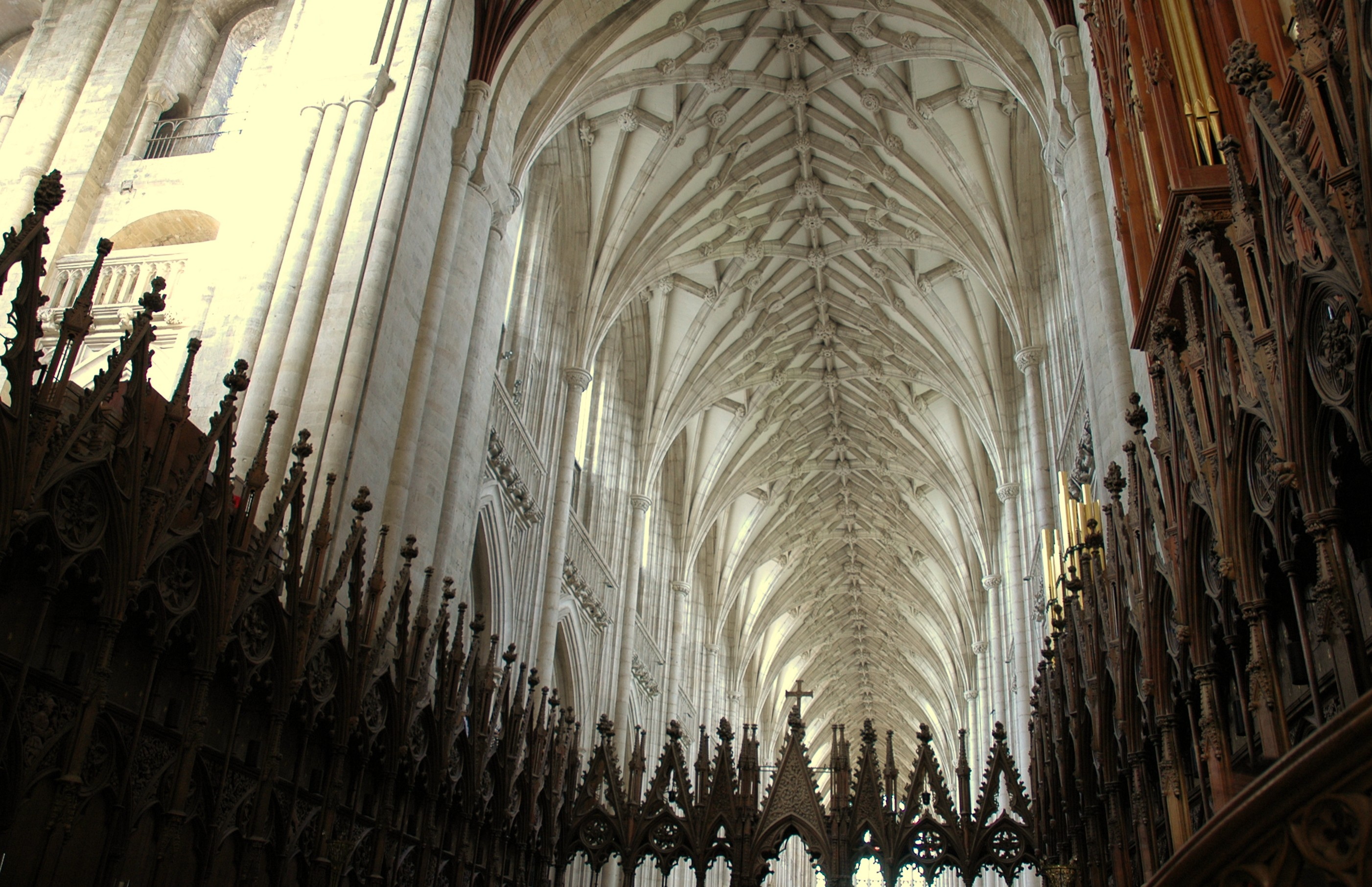
El cor
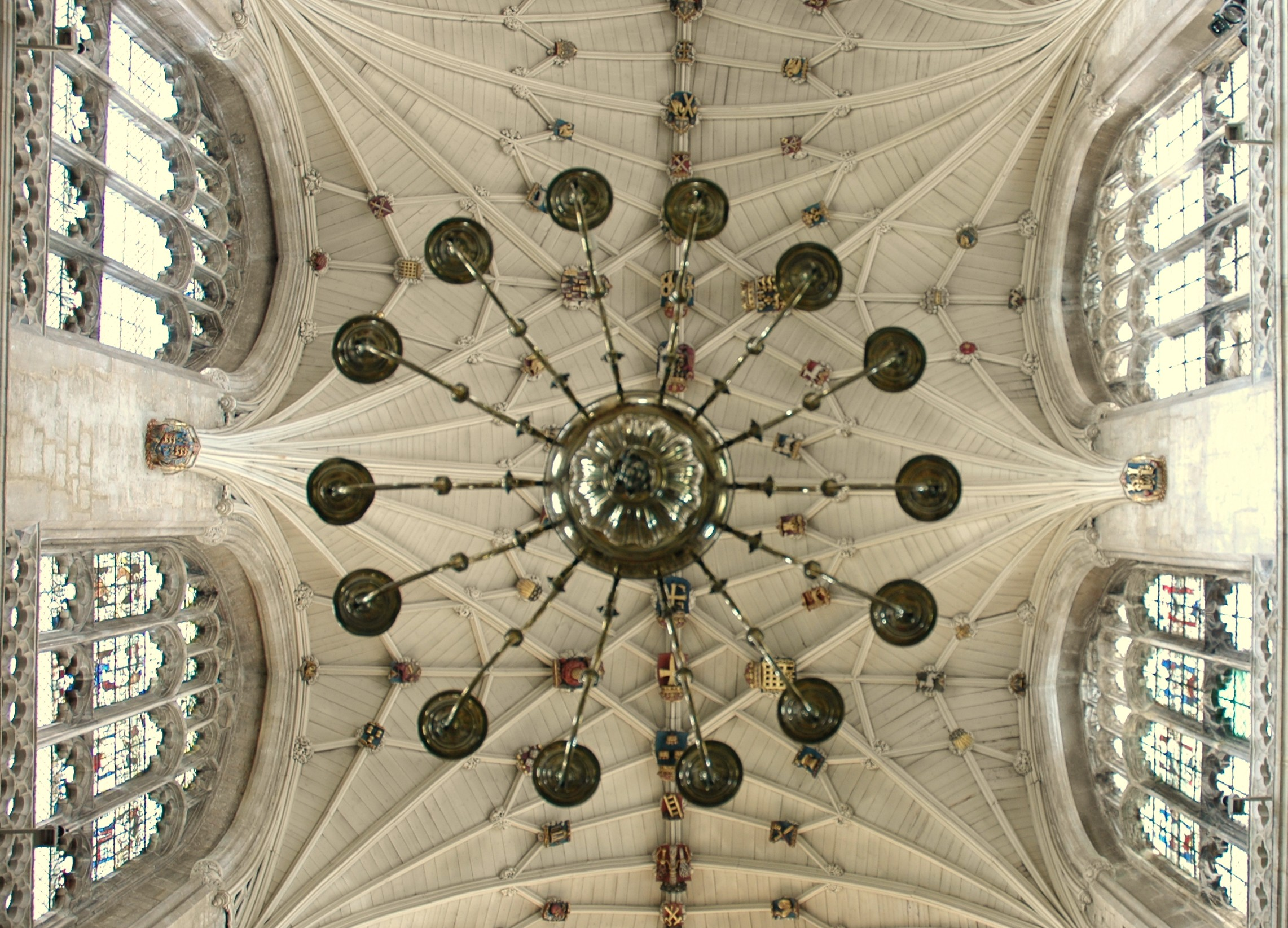
Volta del cor

La construcció de la catedral va començar el 1079, sobre un edifici anterior del 648, pel bisbe Walkelin, i el 8 d'abril de 1093, en presència de gairebé tots els bisbes i abats d'Anglaterra, els monjos s'hi traslladen des de l'antiga catedral. La primera part de l'edifici actual és la cripta, que data d'aquell temps. Guillem II d'Anglaterra hi fou enterrat l'11 d'agost de 1100, després de la seva mort en un accident mentre caçava en un bosc pròxim.
La torre central quadrada en estil normand es comença el 1202 per reemplaçar una versió anterior en mal estat, en part a causa del terra inestable en el qual es construeix la catedral. Continuen els treballs a la catedral durant el segle xiv, el 1394 comença la remodelació de la nau segons el disseny del mestre d'obres William Wynford, treballs que continuen als segles XV i XVI, especialment amb l'edifici del cor per acomodar els pelegrins del santuari de Sant Swithun. La fundació benedictina, el Priorat de Sant Swithun, es dissol el 1539 i es demoleix el claustre i la sala capitular, deixant només la catedral. El 1660 va començar la reconstrucció de la vidriera occidental destruïda durant la Guerra Civil anglesa.
La catedral de Winchester és un exemple del gòtic perpendicular.

## Tombes dels antics reis anglesos

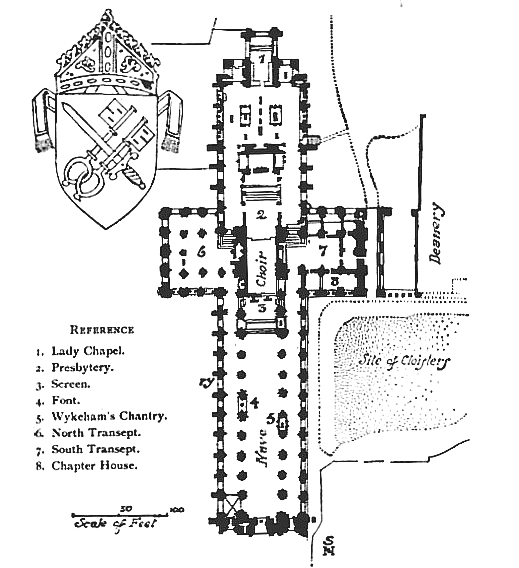
Plànol publicat el 1911

En el cor de la catedral s'hi troben unes urnes funeràries que contenen les restes de diversos reis de les primitives dinasties reials d'Anglaterra. La identificació de les restes humanes contingudes en aquests cofres és impossible perquè durant la Guerra Civil del segle xvii, els soldats del Parlament van profanar les urnes i van escampar els ossos per terra. Amb la restauració de la monarquia, els ossos profanats van ser recollits i col·locats a les actuals urnes mortuòries.
Els reis soterrats a la catedral són:
Reis de Wessex
- Cynegils (611-643)
- Cenwalh (643-672)
- Egbert 775-839, rei 828-839
- Etelwulf +858
- Alfred el Gran 849-899

Reis d'Anglaterra
- Edred 925-955, rei 946-955
- Eduí el Bell 940-958, rei 955-959, i la seva esposa Elgiva +970, o Aelfgifu o Aelgiva.

Reis de Dinamarca i Anglaterra
- Canut II de Dinamarca ~995- 1035, rei d'Anglaterra 1016-1035, i la seva esposa Emma de Normandia, morta el 1052
- Hardecanut, 1019-1042.

Reis normands d'Anglaterra
- Guillem el Roig 1059-1100, rei d'Anglaterra, 1087-1100

## Organistes de la catedral
| - 1402 John Dyes - ???? Richard Wynslade - 1572 John Langton - ???? John Holmes - 1602 John Lante - 1615 George Bath - 1631 Thomas Holmes - 1638 Christopher Gibbons - 1661 John Silver | - 1666 Randolph Jewitt - 1675 John Reading - 1681 Daniel Rosingrave - 1693 Vaughan Richardson - 1729 John Bishop - 1737 James Kent - 1774 Peter Fusse - 1802 George Chard - 1849 Samuel Sebastian Wesley | - 1865 G. B. Arnold - 1902 William Prendergast - 1933 Harold Rhodes - 1949 Alwyn Surplice - 1972 Martin Neary - 1988 David Hill - 2002 Andrew Lumsden |

## Esdeveniments
Els esdeveniments importants que tenen lloc a la catedral de Winchester inclouen: 
- Funeral del rei Harthacanute (1042)
- Coronació d'Enric II el Jove (1172)
- Segona coronació de Ricard Cor de Lleó (1194)
- Casament del rei Enric IV d'Anglaterra i Joana de Navarra (1403)
- Casament de la reina Maria I d'Anglaterra i el rei Felip II de Castella (1554)
- Funeral i enterrament de Jane Austen (1817)[2]